# Сан Сиро (Италия)
Сан Сѝро (на италиански: San Siro; на ломбардски: San Sir, Сан Сир) е село и община в Северна Италия, провинция Комо, регион Ломбардия. Разположено е на 216 m надморска височина, на северозападния бряг на езеро Лаго ди Комо. Населението на общината е 1744 души (към 2017 г.).